# Soliti ignoti (programma televisivo)
Soliti ignoti (successivamente intitolato Chissà chi è dal 2024 al 2025, con il sottotitolo Identità nascoste dal 2007 al 2012 e Il ritorno dal 2017 al 2023) è stato un programma televisivo italiano di genere game show, andato in onda nella fascia dell'access prime time di Rai 1 dal 11 giugno 2007 al 8 marzo 2008, dal 15 marzo 2010 al 13 febbraio 2012 e nuovamente dal 20 marzo 2017 al 15 aprile 2023, mentre dal 22 settembre 2024 al 30 gennaio 2025 è andato in onda sul Nove.
È stato condotto da Fabrizio Frizzi dal 2007 al 2012, mentre dal 2017 al 2025 la conduzione è stata affidata ad Amadeus.

## Il programma
Il gioco, basato sul format statunitense Identity in onda su NBC, prevede la presenza di un concorrente e di un gruppo di personaggi misteriosi, meglio detti ignoti o identità. Nelle prime due edizioni erano dieci, nove nella terza e quarta, otto dalla quinta in poi.

## Storia del programma

### La nascita del programma sotto la gestione di Frizzi (2007-2012)
La prima edizione del programma è andata in onda dall'11 giugno al 16 settembre 2007 con la conduzione di Fabrizio Frizzi e con Il titolo di Soliti Ignoti - Identità Nascoste ed è stato il programma più visto dell'access prime time estivo. Il quiz è poi tornato in programmazione giovedì 6 dicembre 2007 con 4 puntate speciali, mentre dal 1º gennaio all'8 marzo 2008 è andata in onda la seconda edizione che ha sostituito Affari tuoi. La terza edizione del programma è andata in onda dal 15 marzo al 29 maggio 2010, sempre in sostituzione di Affari tuoi. La quarta edizione è andata in onda dall'8 settembre 2010 fino al 12 febbraio 2011. La quinta edizione è andata in onda dall'11 settembre 2011 al 13 febbraio 2012, per poi essere sostituito dal ritorno di Max Giusti con Affari tuoi.

### Il ritorno del programma con Amadeus (2017-2023)
Dopo qualche anno di pausa il programma è tornato in onda dal 20 marzo 2017 con la conduzione di Amadeus a causa dei bassi ascolti registrati dall'ultima apparizione in video di Flavio Insinna con Affari tuoi. Cambiando il nome in Soliti ignoti - Il ritorno. In questa edizione viene introdotta la novita “Il parente misterioso”: il concorrente deve indovinare chi è il parente di uno degli 8 ignoti. La sesta edizione si chiude il 3 giugno 2017, il programma fa ottimi ascolti e la Rai lo riconferma.                      Il 25 settembre 2017 inizia la settima edizione; quest'edizione però a differenza di quella precedente non va in onda la domenica per lasciare spazio a Che tempo che fa con Fabio Fazio e Luciana Littizzetto. Questa edizione si chiude il 6 giugno 2018. Il 17 settembre 2018 inizia l'ottava edizione anche questa in onda dal lunedì al sabato per lasciare spazio a Che tempo che fa. Questa edizione si chiude il 30 maggio 2019. Il 16 settembre 2019 inizia la nona edizione (da quest'edizione il programma torna ad andare in onda tutti i giorni dato il passaggio di Fabio Fazio a Rai 2).
Durante la pandemia di COVID-19 del 2020 in Italia, la messa in onda del programma fu interrotta dal 16 marzo al 23 maggio 2020 e sostituita da repliche. A partire dal 24 maggio 2020 il programma torna con puntate inedite tra le novità, oltre ad uno studio rinnovato in base al distanziamento, vi fu la partecipazione di personaggi famosi in qualità di concorrenti e gli eventuali montepremi da loro vinti furono devoluti in beneficenza. Quest’ Edizione si chiude il 30 giugno 2020.
Il 13 settembre 2020 inizia la decima edizione del programma che si chiude il 5 giugno 2021 per lasciare spazio agli europei di calcio 2020.
Il 12 settembre 2021 inizia l'undicesima edizione del programma e viene introdotto un nuovo indizio, “La Fotona”. Il 19 e ll 26 marzo 2022 vanno in onda due puntate speciali in prima serata dopo Affari tuoi - Formato famiglia.
Il 5 maggio 2022 il programma ha festeggiato, nella sua seconda emanazione, le mille puntate (dalla sesta edizione). Quest'edizione si chiude il 14 giugno 2022.
La dodicesima edizione inizia il 12 settembre 2022. Dal 19 novembre al 7 dicembre 2022 il programma viene sospeso per lasciare spazio ai mondiali di calcio 2022. Il programma torna l'8 dicembre 2022 per una sola puntata poi dal 9 all'11 dicembre viene interrotto nuovamente, il 12 dicembre torna nuovamente per una puntata, 13 e 14 dicembre viene nuovamente interrotto, 15 e 16 dicembre torna per due puntate, il 17 dicembre viene di nuovo interrotto e il 18 dicembre va in onda la puntata speciale Telethon. Dal 19 dicembre 2022 torna normalmente in onda. Nel febbraio 2023 la Rai annuncia la chiusura del programma e il ritorno di Affari tuoi.
Il 15 aprile 2023 è andata in onda l'ultima puntata della dodicesima edizione: dal giorno seguente nella fascia dell'access prime time è tornato Affari tuoi dopo sei anni d'assenza. Inizialmente il programma sarebbe dovuto essere riproposto a settembre 2023, ma dato il successo di Affari tuoi e la sua riproposizione nel palinsesto (che tuttavia, è riuscito a battere la concorrenza di Canale 5 con il suo telegiornale satirico Striscia la notizia di Antonio Ricci), l'edizione non venne più realizzata dalla Rai, nonostante una ulteriore posticipazione provvisoria a dopo il Festival di Sanremo 2024.

### Il passaggio a Discovery (2024-2025)
Nel giugno del 2024, durante un'intervista al quotidiano La Repubblica, la responsabile dei contenuti di Warner Bros. Discovery Italia, Laura Carafoli, ha annunciato che l'azienda aveva acquistato i diritti del programma, mandandolo in onda su Nove dal 22 settembre dello stesso anno con il nuovo titolo di Chissà chi è, sempre con la conduzione di Amadeus, in seguito al suo abbandono dalla Rai. Anche questa edizione (con l'eccezione del 22 e 29 settembre 2024) non va in onda la domenica per lasciare spazio a Che tempo che fa. Questa edizione riceve un calo brusco di ascolti; a novembre 2024 Warner Bros. Discovery decide di chiuderlo, con l'ultima puntata che va in onda il 21 dicembre 2024. il 26 novembre 2024 viene annunciato che il programma sarebbe tornato in prima serata a gennaio 2025. Dal 9 al 30 gennaio 2025 è andato in onda in prima serata con concorrenti VIP, solo di giovedì. Il 30 gennaio 2025 viene trasmessa l'ultima puntata del programma che, a causa dello scarso successo, è stato interrotto fino a data da destinarsi.

## Edizioni
| Edizione | Titolo del programma              | Rete televisiva | Periodo           | Periodo           | Conduzione      | Puntate   | Puntate           | Puntate      | Regia             | Studio televisivo      | Sede   |
| Edizione | Titolo del programma              | Rete televisiva | Inizio            | Fine              | Conduzione      | Preserale | Access prime time | Prima serata | Regia             | Studio televisivo      | Sede   |
| -------- | --------------------------------- | --------------- | ----------------- | ----------------- | --------------- | --------- | ----------------- | ------------ | ----------------- | ---------------------- | ------ |
| 1ª       | Soliti ignoti - Identità nascoste | Rai 1           | 11 giugno 2007    | 16 settembre 2007 | Fabrizio Frizzi | –         | 77                | 1            | Stefano Vicario   | Teatro 8 degli Studios | Roma   |
| 2ª       | Soliti ignoti - Identità nascoste | Rai 1           | 6 dicembre 2007   | 8 marzo 2008      | Fabrizio Frizzi | –         | 62                | 4            | Stefano Vicario   | Teatro 8 degli Studios | Roma   |
| 3ª       | Soliti ignoti - Identità nascoste | Rai 1           | 15 marzo 2010     | 2 giugno 2010     | Fabrizio Frizzi | –         | 72                | 1            | Maurizio Catalani | Teatro 8 degli Studios | Roma   |
| 4ª       | Soliti ignoti - Identità nascoste | Rai 1           | 8 settembre 2010  | 12 febbraio 2011  | Fabrizio Frizzi | –         | 157               | 9            | Maurizio Catalani | Teatro 8 degli Studios | Roma   |
| 5ª       | Soliti ignoti - Identità nascoste | Rai 1           | 11 settembre 2011 | 13 febbraio 2012  | Fabrizio Frizzi | –         | 155               | 2            | Maurizio Catalani | Teatro delle Vittorie  | Roma   |
| 6ª       | Soliti ignoti - Il ritorno        | Rai 1           | 20 marzo 2017     | 3 giugno 2017     | Amadeus         | –         | 54                | –            | Stefano Mignucci  | Teatro delle Vittorie  | Roma   |
| 7ª       | Soliti ignoti - Il ritorno        | Rai 1           | 25 settembre 2017 | 6 giugno 2018     | Amadeus         | 18        | 252               | 2            | Stefano Mignucci  | Teatro delle Vittorie  | Roma   |
| 8ª       | Soliti ignoti - Il ritorno        | Rai 1           | 17 settembre 2018 | 30 maggio 2019    | Amadeus         | –         | 252               | 3            | Stefano Mignucci  | Teatro delle Vittorie  | Roma   |
| 9ª       | Soliti ignoti - Il ritorno        | Rai 1           | 16 settembre 2019 | 30 giugno 2020    | Amadeus         | –         | 286               | 2            | Stefano Mignucci  | Teatro delle Vittorie  | Roma   |
| 10ª      | Soliti ignoti - Il ritorno        | Rai 1           | 13 settembre 2020 | 5 giugno 2021     | Amadeus         | –         | 208               | 3            | Stefano Mignucci  | Teatro delle Vittorie  | Roma   |
| 11ª      | Soliti ignoti - Il ritorno        | Rai 1           | 12 settembre 2021 | 14 giugno 2022    | Amadeus         | –         | 192               | 4            | Stefano Mignucci  | Teatro delle Vittorie  | Roma   |
| 12ª      | Soliti ignoti - Il ritorno        | Rai 1           | 12 settembre 2022 | 15 aprile 2023    | Amadeus         | –         | 164               | 2            | Stefano Mignucci  | Teatro delle Vittorie  | Roma   |
| 13ª      | Chissà chi è                      | Nove            | 22 settembre 2024 | 30 gennaio 2025   | Amadeus         | –         | 80                | 4            | Stefano Vicario   | Broadway Studios       | Milano |

## Audience
| Edizione | Rete televisiva | Anno      | Stagione          | Programmazione    | Programmazione    | Programmazione    | Programmazione    | Programmazione | Programmazione | Programmazione | Collocazione      | Collocazione      | Collocazione | Media auditel  | Media auditel |
| Edizione | Rete televisiva | Anno      | Stagione          | L                 | M                 | M                 | G                 | V              | S              | D              | Collocazione      | Collocazione      | Collocazione | Telespettatori | Share         |
| -------- | --------------- | --------- | ----------------- | ----------------- | ----------------- | ----------------- | ----------------- | -------------- | -------------- | -------------- | ----------------- | ----------------- | ------------ | -------------- | ------------- |
| 1ª       | Rai 1           | 2007      | primavera-estate  |                   |                   |                   |                   |                |                |                | Access prime time | Access prime time | Prima serata | 5 329 000      | 27,32%        |
| 2ª       | Rai 1           | 2008      | autunno-inverno   | 6 083 000         | 22,87%            |                   |                   |                |                |                | Access prime time | Access prime time | Prima serata |                |               |
| 3ª       | Rai 1           | 2010      | inverno-primavera | 6 331 000         | 24,69%            |                   |                   |                |                |                | Access prime time | Access prime time | Prima serata |                |               |
| 4ª       | Rai 1           | 2010-2011 | estate-inverno    |                   | 4 824 000         | 19,80%            |                   |                |                |                | Access prime time | Access prime time | Prima serata |                |               |
| 5ª       | Rai 1           | 2011-2012 | estate-inverno    | 4 934 000         | 17,40%            |                   |                   |                |                |                | Access prime time | Access prime time | Prima serata |                |               |
| 6ª       | Rai 1           | 2017      | primavera         |                   | Access prime time | Access prime time | Access prime time | 4 847 000      | 19,73%         |                |                   |                   |              |                |               |
| 7ª       | Rai 1           | 2017-2018 | autunno-primavera | Preserale         | Access prime time | Prima serata      | 5 029 000         | 19,55%         |                |                |                   |                   |              |                |               |
| 8ª       | Rai 1           | 2018-2019 | estate-primavera  | Access prime time | Access prime time | Prima serata      | 5 169 000         | 20,51%         |                |                |                   |                   |              |                |               |
| 9ª       | Rai 1           | 2019-2020 | estate-estate     | Access prime time | Access prime time | Prima serata      |                   | 5 416 000      | 21,13%         |                |                   |                   |              |                |               |
| 10ª      | Rai 1           | 2020-2021 | estate-primavera  | Access prime time | Access prime time | Prima serata      | –                 | –              |                |                |                   |                   |              |                |               |
| 11ª      | Rai 1           | 2021-2022 | estate-primavera  | Access prime time | Access prime time | Prima serata      | –                 | –              |                |                |                   |                   |              |                |               |
| 12ª      | Rai 1           | 2022-2023 | estate-primavera  | Access prime time | Access prime time | Prima serata      | –                 | –              |                |                |                   |                   |              |                |               |
| 13ª      | Nove            | 2024-2025 | autunno-inverno   | Access prime time | Access prime time | Prima serata      |                   |                | 2,80%          |                |                   |                   |              |                |               |

## Puntate speciali
| Messa in onda     | Titolo                                     | Descrizione | Concorrente/i VIP | Ignoto/i VIP | Ospiti | Ascolti        | Ascolti | Ascolti |
| Messa in onda     | Titolo                                     | Descrizione | Concorrente/i VIP | Ignoto/i VIP | Ospiti | Telespettatori | Share   | Fonte   |
| ----------------- | ------------------------------------------ | --- | --- | --- | --- | -------------- | ------- | ------- |
| 16 settembre 2007 | Soliti ignoti - Identità nascoste          | Ultima puntata della prima edizione, eccezionalmente trasmessa in prima serata dopo Affari tuoi. I dieci personaggi ignoti sono bambini tra i 7 e i 12 anni. Presente in studio la nipote del conduttore Fabrizio Frizzi. | – | Alex Polidori (doppiatore di Nemo nel film Alla ricerca di Nemo) | – | 5 747 000      | 25,70%  | [ 9 ]   |
| 6 dicembre 2007   | Soliti ignoti - Identità nascoste          | Ciclo di quattro puntate speciali di un'ora e dieci minuti circa, in onda il giovedì in prima serata dopo Affari tuoi. I personaggi ignoti sono dodici e il montepremi massimo è di 500000 €. Presenti in studio VIP associati, per parentela o amicizia, a qualcuno dei personaggi ignoti. | – | – | – | 5 608 000      | 21,79%  | [ 13 ]  |
| 13 dicembre 2007  | Soliti ignoti - Identità nascoste          | Ciclo di quattro puntate speciali di un'ora e dieci minuti circa, in onda il giovedì in prima serata dopo Affari tuoi. I personaggi ignoti sono dodici e il montepremi massimo è di 500000 €. Presenti in studio VIP associati, per parentela o amicizia, a qualcuno dei personaggi ignoti. | – | – | – | 5 650 000      | 22,14%  | [ 14 ]  |
| 20 dicembre 2007  | Soliti ignoti - Identità nascoste          | Ciclo di quattro puntate speciali di un'ora e dieci minuti circa, in onda il giovedì in prima serata dopo Affari tuoi. I personaggi ignoti sono dodici e il montepremi massimo è di 500000 €. Presenti in studio VIP associati, per parentela o amicizia, a qualcuno dei personaggi ignoti. | – | – | – | 5 194 000      | 22,09%  | [ 15 ]  |
| 27 dicembre 2007  | Soliti ignoti - Identità nascoste          | Ciclo di quattro puntate speciali di un'ora e dieci minuti circa, in onda il giovedì in prima serata dopo Affari tuoi. I personaggi ignoti sono dodici e il montepremi massimo è di 500000 €. Presenti in studio VIP associati, per parentela o amicizia, a qualcuno dei personaggi ignoti. | – | – | – | 5 554 000      | 22,55%  | [ 16 ]  |
| 28 maggio 2010    | Speciale Soliti ignoti - Identità nascoste | Puntata speciale trasmessa in prima serata dopo una puntata classica della seconda edizione del programma. I personaggi ignoti sono dodici. Il montepremi vinto, del valore di €120 000 in gettoni d'oro, viene devoluto all'ospedale pediatrico Bambino Gesù di Roma. | Nino Frassica e Gigi D'Alessio | – | – | 6 754 000      | 28,74%  | [ 18 ]  |
| 8 settembre 2010  | Soliti ignoti - Speciale... e confermo     | Ciclo di sei puntate speciali, in onda in prima serata dopo una puntata classica della quarta edizione del programma (tranne per la terza puntata). I concorrenti giocano in coppia, con a disposizione quattro indizi, e sono principalmente VIP (il cui montepremi vinto viene donato in beneficenza). Il potere decisionale all'interno della coppia è alternato, per cui lo stesso concorrente non ha potere decisionale due volte consecutivamente. I personaggi ignoti da individuare sono dodici e il montepremi complessivo ammonta a 500000 €. Inizialmente in onda al mercoledì per la prima puntata, la trasmissione è stata in seguito collocata al sabato sera. | Carlo Conti e Gigi Proietti | – | – | 4 601 000      | 20,23%  | [ 20 ]  |
| 18 settembre 2010 | Soliti ignoti - Speciale... e confermo     | Ciclo di sei puntate speciali, in onda in prima serata dopo una puntata classica della quarta edizione del programma (tranne per la terza puntata). I concorrenti giocano in coppia, con a disposizione quattro indizi, e sono principalmente VIP (il cui montepremi vinto viene donato in beneficenza). Il potere decisionale all'interno della coppia è alternato, per cui lo stesso concorrente non ha potere decisionale due volte consecutivamente. I personaggi ignoti da individuare sono dodici e il montepremi complessivo ammonta a 500000 €. Inizialmente in onda al mercoledì per la prima puntata, la trasmissione è stata in seguito collocata al sabato sera. | Pupo e Mara Venier | – | – | 3 383 000      | 16,54%  | [ 21 ]  |
| 25 settembre 2010 | Soliti ignoti - Speciale... e confermo     | Ciclo di sei puntate speciali, in onda in prima serata dopo una puntata classica della quarta edizione del programma (tranne per la terza puntata). I concorrenti giocano in coppia, con a disposizione quattro indizi, e sono principalmente VIP (il cui montepremi vinto viene donato in beneficenza). Il potere decisionale all'interno della coppia è alternato, per cui lo stesso concorrente non ha potere decisionale due volte consecutivamente. I personaggi ignoti da individuare sono dodici e il montepremi complessivo ammonta a 500000 €. Inizialmente in onda al mercoledì per la prima puntata, la trasmissione è stata in seguito collocata al sabato sera. | Max Giusti e Barbara De Rossi | – | – | 3 520 000      | 16,60%  | [ 22 ]  |
| 2 ottobre 2010    | Soliti ignoti - Speciale... e confermo     | Ciclo di sei puntate speciali, in onda in prima serata dopo una puntata classica della quarta edizione del programma (tranne per la terza puntata). I concorrenti giocano in coppia, con a disposizione quattro indizi, e sono principalmente VIP (il cui montepremi vinto viene donato in beneficenza). Il potere decisionale all'interno della coppia è alternato, per cui lo stesso concorrente non ha potere decisionale due volte consecutivamente. I personaggi ignoti da individuare sono dodici e il montepremi complessivo ammonta a 500000 €. Inizialmente in onda al mercoledì per la prima puntata, la trasmissione è stata in seguito collocata al sabato sera. | Giancarlo Magalli e Tosca D'Aquino | – | – | 3 652 000      | 15,28%  | [ 23 ]  |
| 9 ottobre 2010    | Soliti ignoti - Speciale... e confermo     | Ciclo di sei puntate speciali, in onda in prima serata dopo una puntata classica della quarta edizione del programma (tranne per la terza puntata). I concorrenti giocano in coppia, con a disposizione quattro indizi, e sono principalmente VIP (il cui montepremi vinto viene donato in beneficenza). Il potere decisionale all'interno della coppia è alternato, per cui lo stesso concorrente non ha potere decisionale due volte consecutivamente. I personaggi ignoti da individuare sono dodici e il montepremi complessivo ammonta a 500000 €. Inizialmente in onda al mercoledì per la prima puntata, la trasmissione è stata in seguito collocata al sabato sera. | Milly Carlucci ed Emanuele Filiberto di Savoia | – | – | 3 411 000      | 14,33%  | [ 24 ]  |
| 16 ottobre 2010   | Soliti ignoti - Speciale... e confermo     | Ciclo di sei puntate speciali, in onda in prima serata dopo una puntata classica della quarta edizione del programma (tranne per la terza puntata). I concorrenti giocano in coppia, con a disposizione quattro indizi, e sono principalmente VIP (il cui montepremi vinto viene donato in beneficenza). Il potere decisionale all'interno della coppia è alternato, per cui lo stesso concorrente non ha potere decisionale due volte consecutivamente. I personaggi ignoti da individuare sono dodici e il montepremi complessivo ammonta a 500000 €. Inizialmente in onda al mercoledì per la prima puntata, la trasmissione è stata in seguito collocata al sabato sera. | – | – | – | 3 104 000      | 12,84%  | [ 25 ]  |
| 7 dicembre 2010   | Soliti ignoti - Uno speciale da favola     | Puntata speciale di cinquanta minuti circa, in onda in access prime time e seguita dalla prima visione del film d'animazione Cenerentola. I personaggi ignoti sono a tema con la fiaba omonima (qualcuno che ha fabbricato una scarpetta di cristallo, che organizza balli, che lustra pavimenti, ...). | Licia Colò con Pierpaola Janvier | Maria Cristina Brancucci | – | 6 594 000      | 24,75%  | [ 27 ]  |
| 18 dicembre 2010  | Soliti ignoti - Telethon                   | Puntata speciale a scopo benefico in onda in access prime time e in prima serata, dedicata alla ventunesima edizione italiana della maratona televisiva Telethon. | Christian De Sica, Massimo Ghini e Gabriella Pession | Gigi Marzullo, Adriano Panatta, Anna Safroncik, Margherita Granbassi, Massimo Ranieri e Luca Cordero di Montezemolo | – | 3 784 000      | 16,36%  | [ 29 ]  |
| 24 dicembre 2010  | Soliti ignoti - Speciale Natale            | Puntata speciale a tema natalizio di un'ora circa, in onda in access prime time e seguita dalla Santa Messa di Natale presieduta da Papa Benedetto XVI. I personaggi ignoti sono nove bambini. | Max Biaggi e Martina Colombari | – | – | 4 277 000      | 21,92%  | [ 30 ]  |
| 17 dicembre 2011  | Soliti ignoti - Telethon                   | Puntata speciale a scopo benefico in onda in access prime time e in prima serata, dedicata alla ventiduesima edizione italiana della maratona televisiva Telethon. I dieci personaggi ignoti sono VIP. | Carlo Conti e Leonardo Pieraccioni | Amadeus, Kaspar Capparoni, Cristina Chiabotto, Anna Falchi, Giancarlo Fisichella, Nino Frassica, Miriam Leone, Andrea Lo Cicero, Ariadna Romero e Nina Seničar.                                                                          | – | 5 647 000      | 23,20%  | [ 32 ]  |
| 24 dicembre 2011  | Soliti ignoti - Speciale Natale            | Puntata speciale a tema natalizio di un'ora circa, in onda in access prime time e seguita dalla Santa Messa di Natale presieduta da Papa Benedetto XVI. | Elena Sofia Ricci con Laura Gaia Piacentile | – | – | 3 788 000      | 18,05%  | [ 33 ]  |
| 23 dicembre 2017  | Soliti ignoti - Telethon                   | Puntata speciale a scopo benefico in onda in access prime time e in prima serata, dedicata alla ventottesima edizione italiana della maratona televisiva Telethon. | Valeria Marini, Massimo Boldi, Maurizio Casagrande, Carolyn Smith, Alberto Matano, Giovanna Civitillo, Riccardo Rossi, Emanuela Aureli, Paolo Ruffini, Michele Zarrillo, Sergio Sylvestre, Alan Sorrenti, i Cugini di campagna e CirCuba | Valeria Marini, Massimo Boldi, Maurizio Casagrande, Carolyn Smith, Alberto Matano, Giovanna Civitillo, Riccardo Rossi, Emanuela Aureli, Paolo Ruffini, Michele Zarrillo, Sergio Sylvestre, Alan Sorrenti, i Cugini di campagna e CirCuba | Valeria Marini, Massimo Boldi, Maurizio Casagrande, Carolyn Smith, Alberto Matano, Giovanna Civitillo, Riccardo Rossi, Emanuela Aureli, Paolo Ruffini, Michele Zarrillo, Sergio Sylvestre, Alan Sorrenti, i Cugini di campagna e CirCuba | 3 840 000      | 16,90%  | [ 34 ]  |
| 6 gennaio 2018    | Soliti ignoti - Lotteria Italia            | Puntata speciale in onda in access prime time e in prima serata, legata all'estrazione finale dei biglietti vincenti abbinati ai premi della Lotteria Italia. | – | Carlo Verdone, Ilenia Pastorelli, Iva Zanicchi, Tullio Solenghi, Massimo Lopez, Manuela Arcuri e Pupo | Paolo Fox, Vittoria Puccini | 4 886 000      | 21,23%  | [ 35 ]  |
| 22 dicembre 2018  | Soliti ignoti - Telethon                   | Puntata speciale in onda in access prime time e in prima serata, dedicata alla ventinovesima edizione italiana della maratona televisiva Telethon. | Christian De Sica, Massimo Boldi, Paola Cortellesi, Stefano Fresi, Gianmarco Tognazzi, Ilenia Pastorelli, Diana Del Bufalo, Giovanni Ciacci, Vladimir Luxuria, Dodi Battaglia, Maurizio Vandelli e Shel Shapiro                          | Christian De Sica, Massimo Boldi, Paola Cortellesi, Stefano Fresi, Gianmarco Tognazzi, Ilenia Pastorelli, Diana Del Bufalo, Giovanni Ciacci, Vladimir Luxuria, Dodi Battaglia, Maurizio Vandelli e Shel Shapiro                          | Christian De Sica, Massimo Boldi, Paola Cortellesi, Stefano Fresi, Gianmarco Tognazzi, Ilenia Pastorelli, Diana Del Bufalo, Giovanni Ciacci, Vladimir Luxuria, Dodi Battaglia, Maurizio Vandelli e Shel Shapiro                          | 3 938 000      | 19,40%  | [ 36 ]  |
| 6 gennaio 2019    | Soliti ignoti - Lotteria Italia            | Puntata speciale in onda in access prime time e in prima serata, legata all'estrazione finale dei biglietti vincenti abbinati ai premi della Lotteria Italia. | – | Alessandro Gassmann, Marco Giallini, Massimiliano Bruno, Loretta Goggi, Frank Matano, Sabrina Ferilli e Riccardo Rossi | Paolo Fox, Alessio Boni | 5 250 000      | 22,48%  | [ 37 ]  |
| 9 marzo 2019      | Soliti ignoti - Special VIP                | Puntata speciale in onda in access prime time e in prima serata. | – | Lino Banfi, Gigi D'Alessio, Claudio Amendola, Gabriella Pession, Diana Del Bufalo e Massimo Ferrero | Riccardo Rossi, Paolo Vallesi, Martufello e i protagonisti del musical Priscilla, la regina del deserto | 3 813 000      | 17,70%  | [ 38 ]  |
| 21 dicembre 2019  | Soliti ignoti - Telethon                   | Puntata speciale in onda in access prime time e in prima serata, dedicata alla trentesima edizione italiana della maratona televisiva Telethon. | Stefano Accorsi, Edoardo Leo, Rocco Papaleo, Massimo Ceccherini, Simona Ventura, Lorella Cuccarini, Riccardo Rossi, Il Volo, Vittoria Puccini, Benedetta Porcaroli                                                                       | Stefano Accorsi, Edoardo Leo, Rocco Papaleo, Massimo Ceccherini, Simona Ventura, Lorella Cuccarini, Riccardo Rossi, Il Volo, Vittoria Puccini, Benedetta Porcaroli                                                                       | Stefano Accorsi, Edoardo Leo, Rocco Papaleo, Massimo Ceccherini, Simona Ventura, Lorella Cuccarini, Riccardo Rossi, Il Volo, Vittoria Puccini, Benedetta Porcaroli                                                                       | 4 046 000      | 19,80%  | [ 40 ]  |
| 6 gennaio 2020    | Soliti ignoti - Lotteria Italia            | Puntata speciale in onda in access prime time e in prima serata, legata all'estrazione finale dei biglietti vincenti abbinati ai premi della Lotteria Italia. | – | Gabriella Germani, Lino Guanciale, Fabio Rovazzi, Nino Frassica, Claudia Gerini e Daniele Liotti | Paolo Fox e i 24 cantanti in gara nella categoria Campioni al Festival di Sanremo 2020 | 5 387 000      | 24,21%  | [ 41 ]  |
| 20 settembre 2020 | Soliti ignoti - Special VIP                | Puntata speciale in onda in access prime time e in prima serata. | – | Ricky Memphis, Sabrina Salerno, Marisa Laurito e Platinette | Alberto Urso e Rita Pavone | 3 365 000      | 16,40%  | [ 42 ]  |
| 1º novembre 2020  | Soliti ignoti - Il ritorno                 | Puntata in onda in access prime time dedicato all'Airc. | – | Loretta Goggi | – | 5 157 000      | 19,20%  | [ 43 ]  |
| 19 dicembre 2020  | Soliti ignoti - Telethon                   | Puntata speciale in onda in access prime time e in prima serata, dedicata alla trentunesima edizione italiana della maratona televisiva Telethon. | Christian De Sica, Massimo Boldi, Giovanna Botteri, Sergio Castellitto, Giovanna Civitillo, Max Giusti | Gli Arteteca | Martufello, Valentina Persia | 4 413 000      | 18,30%  | [ 44 ]  |
| 6 gennaio 2021    | Soliti ignoti - Lotteria Italia            | Puntata speciale in onda in access prime time e in prima serata, legata all'estrazione finale dei biglietti vincenti abbinati ai premi della Lotteria Italia. | Elena Sofia Ricci | Valeria Fabrizi, Laura Chiatti, Alberto Matano, Serena Rossi e Biagio Izzo | Paolo Fox, Valentina Persia, Martufello | 5 384 000      | 22,70%  | [ 45 ]  |
| 17 febbraio 2021  | Soliti ignoti - Il ritorno                 | Puntate speciali in onda in access prime time e in parte della prima serata. | Alba Parietti | – | – | 4 303 000      | 16,00%  | [ 46 ]  |
| 18 settembre 2021 | Soliti ignoti - Il ritorno                 | Puntate speciali in onda in access prime time e in parte della prima serata. | Loretta e Daniela Goggi | Francesco Paolantoni | – | 3 672 000      | 18,90%  | [ 47 ]  |
| 19 dicembre 2021  | Soliti ignoti - Telethon                   | Puntata speciale in onda in access prime time e in prima serata, dedicata alla trentaduesima edizione italiana della maratona televisiva Telethon. | Christian De Sica, Fabio De Luigi, Diana Del Bufalo, Giovanna Civitillo, Rita Dalla Chiesa e gli Arteteca | Valentina Persia | Marco Mengoni | 3 781 000      | 18,60%  | [ 48 ]  |
| 6 gennaio 2022    | Soliti ignoti - Lotteria Italia            | Puntata speciale in onda in access prime time e in prima serata, legata all'estrazione finale dei biglietti vincenti abbinati ai premi della Lotteria Italia. | Mara Venier | Francesca Chillemi, Beppe Fiorello, Matilde Gioli, Lino Banfi e Nino Frassica | Paolo Fox | 5 186 000      | 24,00%  | [ 49 ]  |
| 19 marzo 2022     | Soliti ignoti - Speciale                   | Puntate speciali in onda in prima serata dopo Affari tuoi - Formato famiglia. | Amanda Lear | Riccardo Rossi | – | 2 652 000      | 13,30%  | [ 50 ]  |
| 26 marzo 2022     | Soliti ignoti - Speciale                   | Puntate speciali in onda in prima serata dopo Affari tuoi - Formato famiglia. | Maria Chiara Giannetta e Maurizio Lastrico | Antonio Giuliani e Massimo Bagnato | – | 2 819 000      | 14,60%  | [ 51 ]  |
| 18 dicembre 2022  | Soliti ignoti - Telethon                   | Puntata speciale in onda in access prime time e in prima serata, dedicata alla trentatreesima edizione italiana della maratona televisiva Telethon. | Christian De Sica, Angela Finocchiaro, Serena Rossi, Luca Argentero, Massimiliano Bruno, Massimiliano Gallo, Giovanna Civitillo, Michela Giraud, Salvatore Esposito, Chiara Francini e Lucrezia Lante della Rovere                       | Michela Giraud | Bruno Vespa, Luca Cordero di Montezemolo | 3 183 000      | 18,60%  | [ 52 ]  |
| 6 gennaio 2023    | Soliti ignoti - Lotteria Italia            | Puntata speciale in onda in access prime time e in prima serata, legata all'estrazione finale dei biglietti vincenti abbinati ai premi della Lotteria Italia. | Antonella Clerici | Gigi D'Alessio, Pierpaolo Spollon, Francesca Chillemi, Alessia Marcuzzi, Stefano Fresi, Max Tortora, Lillo | Paolo Fox | 4 813 000      | 28,70%  | [ 53 ]  |
| 9 gennaio 2025    | Chissà chi è                               | Puntata speciale con coppie di ospiti VIP. | Giovanna Civitillo, Carmen Di Pietro | Omar Fantini, Andrea Pisani, Luca Peracino, Massimo Boasi, Raffaello Corti | Dado | 436 000        | 2,39%   | [ 54 ]  |
| 16 gennaio 2025   | Chissà chi è                               | Puntata speciale con coppie di ospiti VIP. | Katia Follesa, Valeria Graci | Jonathan Kashanian, Ofelia Passaponti, Rino Sateriale, Matteo Fraziano, Valerio Di Maria | Sal Da Vinci, Antonio Giuliani | 427 000        | 2,37%   | [ 55 ]  |
| 23 gennaio 2025   | Chissà chi è                               | Puntata speciale con coppie di ospiti VIP. | Ida Di Filippo, Gianluca Torre | Andrea Paris, Massimo Bagnato, Alfonso Iannotta | Paolo Ruffini | 350 000        | 2,00%   | [ 56 ]  |
| 30 gennaio 2025   | Chissà chi è                               | Puntata speciale con coppie di ospiti VIP. | Gigi e Ross | Barbara Foria, Domenico Del Prete, Andrea Rizzolini | Martufello | 389 000        | 2,10%   | [ 57 ]  |

## Modalità di gioco
Lo scopo del gioco, in sostanza, è quello di abbinare 8 professioni e/o attività ad altrettanti ignoti. Ognuno di loro è munito di un documento cartaceo, sigillato (un facsimile della carta d'identità o del passaporto), contenente il rispettivo valore in denaro.
Lo scopo del concorrente è di abbinare ciascun ignoto alla propria identità, professionale o di fama. Tali identità possono consistere nelle tipologie più svariate, per esempio: "ha lavorato in ferrovia", "colleziona francobolli", "ha cantato al Festival di Sanremo", "sosia di...", "campione di calcio", e così via.
Il valore dei premi in palio, mutato nel corso degli anni, è riportato nella seguente tabella:
| Edizione | Premi   | Premi   | Premi  | Premi  | Premi  | Premi  | Premi   | Premi   | Premi    | Premi    | Premi   | Premi   | Premi    | Premi   | Premi    | Totale    |
| -------- | ------- | ------- | ------ | ------ | ------ | ------ | ------- | ------- | -------- | -------- | ------- | ------- | -------- | ------- | -------- | --------- |
| 1ª       | 1000 €  | 2000 €  | 3000 € | 4000 € | –      | –      | –       | 10000 € | 15000 €  | 25000 €  | –       | 40000 € | 50000 €  | –       | 100000 € | 250 000 € |
| 2ª - 4ª  | 1000 €  | 2000 €  | 3000 € | 4000 € | –      | –      | –       | –       | –        | 20000 €  | 30000 € | 40000 € | 50000 €  | –       | 100000 € | 250 000 € |
| 5ª       | –       | 2000 €  | 3000 € | –      | 5000 € | –      | –       | –       | –        | 20000 €  | 30000 € | 40000 € | 50000 €  | –       | 100000 € | 250 000 € |
| 6ª - 8ª  | –       | –       | –      | –      | 5000 € | –      | –       | 10000 € | 15000 €  | 25000 €  | 30000 € | –       | –        | 60000 € | 100000 € | 250 000 € |
| 9ª - 10ª | –       | –       | 3000 € | 4000 € | –      | 6000 € | –       | –       | 16000 €  | 23000 €  | 32000 € | –       | –        | 66000 € | 100000 € | 250 000 € |
| 11ª-12ª  | –       | –       | 3000 € | –      | 5000 € | 6000 € | –       | –       | 15000 €  | 24000 €  | 33000 € | –       | –        | 64000 € | 100000 € | 250 000 € |
| 13ª      | 1 000 € | 2 000 € | 3000 € | –      | –      | –      | 8 000 € | –       | 16 000 € | 20 000 € | –       | –       | 50 000 € | –       | 100000 € | 200 000 € |

Il concorrente esercita il proprio potere decisionale su ciascun abbinamento (ignoto-identità) confermandolo in via definitiva attraverso l'utilizzo di un apposito strumento (il martelletto dalla prima alla quinta edizione, una simbolica impronta digitale della mano o il pulsante).
Il personaggio ignoto risponde in modo affermativo/negativo a seconda dell'abbinamento che il concorrente gli ha attribuito sia esatto/errato. Se l'abbinamento è esatto, il concorrente vince il valore del documento del personaggio, che va a sommarsi alle vincite precedenti; qualora invece l'abbinamento sia errato, il concorrente perde la possibilità di aggiudicarsi la somma e il personaggio resta a disposizione per svelare alla fine del gioco la sua identità.
Dalla prima alla quinta edizione, ogni qualvolta il concorrente sbagliasse l'abbinamento, si ritrovava con il montepremi azzerato. Dalla sesta edizione, tra le otto identità ve ne sono due con "imprevisto" (solitamente le due con valore più alto), che in caso di errore fanno ritornare il montepremi del giocatore a zero; per tutte le altre identità, il montepremi resta invariato anche se l'associazione è sbagliata.

### Aiuti
Nel corso di una singola partita, chiamata anche indagine dal conduttore, il concorrente può servirsi dei seguenti aiuti:
- Indizi: il concorrente, laddove lo ritenesse necessario, può richiedere, per un massimo di tre volte nell'intera durata del gioco, un indizio da parte dell'ignoto, che gli riferirà tre affermazioni legate alla sua vita, al fine di aiutarlo a scoprire la sua identità; generalmente due tra queste affermazioni non sono d'aiuto nello scoprire l'identità, mentre una può risultare più utile sebbene ambigua e soggetta a molteplici interpretazioni.
- Incontro ravvicinato: il concorrente, laddove lo ritenesse necessario, può richiedere (per un massimo di due volte fino alla nona edizione, una volta dalla decima) un incontro ravvicinato con il personaggio misterioso, ad una determinata distanza imposta dal conduttore o delimitata da una segnaletica presente sul palco.
- Il domandone: il concorrente, laddove lo ritenesse necessario, può rivolgere una domanda (precedentemente elaborata dagli autori e contenuta in una busta) a un solo ignoto a scelta; la risposta del personaggio misterioso potrebbe risultare d'aiuto nell'abbinare correttamente la sua identità. Questo aiuto è introdotto e utilizzato solo nella decima edizione.
- La fotona: il concorrente, laddove lo ritenesse necessario, può richiedere (per un solo ignoto) la fotona, cioè una foto del passato dell'ignoto, abbinata a un indizio attinente alla sua identità. Questo aiuto è stato utilizzato nelle stagioni 11 e 12.

### Il parente misterioso
Dalla sesta edizione (2017), dopo aver svelato tutte le identità, viene introdotta una seconda fase nella quale il concorrente dovrà cercare di portare a casa il montepremi. In questa fase viene fatto entrare in studio un ulteriore ignoto, il parente misterioso, il quale è appunto un parente di uno tra gli otto personaggi misteriosi ai quali è stata abbinata l'identità nella fase precedente. Il concorrente dovrà quindi abbinarlo correttamente a uno di essi.
Se il concorrente decide di dare la risposta senza nessun tipo di indizio, il montepremi viene raddoppiato fino a un massimo di 500000 € (400 000 € dal 2024), altrimenti il concorrente gioca per la somma accumulata nella prima fase con la possibilità di sapere nome, età e grado di parentela del parente misterioso. Il concorrente può anche decidere di giocare per la metà del montepremi: in questo caso vengono scartati quattro ignoti che non hanno a che fare con il parente misterioso.
Se alla fine della prima fase il montepremi del concorrente equivale a zero, il concorrente deve scegliere uno fra tre passaporti numerati (carte d’identità numerate dal 2024), di cui uno contenente 0 €, uno 5000 € e, dalla nona edizione, uno con 30000 €.
Dall'ottava edizione, il concorrente può ricorrere, rinunciando a un ulteriore 20% del premio, all'aiuto del binocolone, che consente di analizzare due particolari del parente confrontandoli con altrettanti particolari di uno o più ignoti.
Dalla nona edizione, il concorrente può sfruttare il cosiddetto dubbione: quando il concorrente sceglie il parente del parente misterioso, avrà 10 secondi a disposizione per confermare o meno la propria scelta; in caso di dubbio, a costo della metà del montepremi accumulato, l'ignoto scelto viene sostituito con un altro. Le uniche condizioni in cui il concorrente non può avvalersi del dubbione sono il raddoppio del montepremi e il sorteggio dei passaporti numerati.
Dalla tredicesima edizione il binocolone diventa il cannocchialone, il dubbione e il profilo diventano gratuiti ed oltre a questi tre si aggiunge la tripla identità, che taglia del 20% il montepremi e dà un’altra possibilità di cambiare l'associazione dell’identità con il parente misterioso.
Se il concorrente ha dovuto scegliere uno dei passaporti numerati, è costretto a indicare direttamente uno degli otto ignoti come parente del parente misterioso, senza alcuna possibilità di aiuto (non può conoscere il grado di parentela, non può raddoppiare né dimezzare perché non ha una somma per poterlo fare, non può usufruire del binocolone, non può avere il dubbione una volta scelto l'ignoto).
Se il concorrente abbina correttamente il parente all'ignoto, vince la somma corrispondente; in caso contrario non vince nulla.

## Partecipazioni

### Concorrenti
Dalla prima alla nona edizione del programma, i concorrenti sono persone non famose, eccetto in puntate speciali. Dal 24 maggio 2020, in seguito alle restrizioni legate alla pandemia di COVID-19, a partecipare in ogni puntata sono stati concorrenti VIP (un personaggio singolo o una coppia di giocatori) che in caso di vincita avrebbero donato il proprio montepremi ad un ente benefico.
I concorrenti non famosi partecipano nuovamente in un frangente della decima edizione (dal 13 settembre al 28 novembre 2020), mentre nel periodo natalizio dell'undicesima (dal 13 dicembre 2021 al 5 gennaio 2022) e nuovamente dal 17 aprile 2022, a partecipare ad ogni puntata vi è una coppia non famosa di familiari (es: coniugi, fidanzati, fratelli, genitori e figli, nonni e nipoti).

### Identità famose nel programma
All'interno del programma, tra le identità misteriose da indovinare partecipano spesso anche personaggi televisivi, sportivi, attori, cantanti e altri volti noti del mondo dello spettacolo, che per la loro notorietà dovrebbero facilitare l'identificazione di alcune identità di basso valore.

## Spin-off

### InSoliti ignoti
Dal 29 ottobre 2017 al 25 febbraio 2018, per diciotto puntate, il programma è andato in onda anche la domenica nella fascia preserale, dalle 18:45 alle 20:00 circa (sostituendo L'eredità, all'epoca condotto da Carlo Conti, in alternanza con Fabrizio Frizzi), differendo dall'edizione canonica esclusivamente nella durata e nel titolo, modificato in InSoliti ignoti.

## Sigla
Nelle prime cinque edizioni, da un punto di vista di un commissariato abbandonato, con due lampeggianti blu accompagnate dal suono della polizia americana (Yelp Siren), appare il logo del programma. Nel corso del programma si possono sentire parti delle sigle dei telefilm americani Perry Mason ed Ellery Queen.
Dalla sesta alla dodicesima edizione la presigla raffigura uno schedario con persone di diverse professioni, dal quale viene estratto un foglio su cui compare il logo del programma. La musica è un riarrangiamento della colonna sonora del film Italia a mano armata.
Dalla tredicesima edizione, il logo del programma appare su uno sfondo rosa-arancione e con la sagoma di profilo del conduttore in corrispondenza della lettera A. La sigla di base resta quella usata dal 2017 al 2023 mentre cambiano alcune musiche come quella di entrata delle identità e di verifica sia di quest'ultime che del parente misterioso.
Lo stacchetto musicale orchestrale che accompagna la scoperta del "parente misterioso" è tratto dalla parte finale del brano Aggressive Expansion di Hans Zimmer e James Newton Howard, tratto dalla colonna sonora del film Il cavaliere oscuro (2008).

## Nella cultura di massa
- Il 18 febbraio 2009 sul settimanale Topolino numero 2778 è stata pubblicata la storia I Bassotti e gli insoliti ignoti dove i furfanti partecipano al quiz condotto da Paprizio Sfrizzi (parodia di Fabrizio Frizzi) imbrogliando; infatti, due giorni prima della puntata, si sono introdotti nelle case delle identità (scoperte dopo aver rubato la lista dei partecipanti) cercando di individuare i loro hobby o mestieri.
- Nella scena finale del film Buona giornata si vede uno dei protagonisti che partecipa al programma come concorrente, mentre tutti gli altri personaggi partecipano come identità da indovinare; alle riprese di questa scena ha partecipato anche Fabrizio Frizzi.

## Merchandising
Dal 2017 è in vendita il gioco in scatola del programma edito da Clementoni.